# チャールズ・クーリー
チャールズ・ホートン・クーリー（Charles Horton Cooley、1864年8月17日 - 1929年5月7日）は、アメリカ合衆国ミシガン州出身の著名な社会学者である。ミシガン大学で経済学と社会学を修め、後にアメリカ社会学協会の創立メンバーの一人となった。彼は特に「鏡に映った自我」（looking-glass self）の概念で知られており、自我は幼少期には存在せず、他者との相互作用を通じて社会の中で形成されると主張した。

## 生涯
クーリーは1864年8月17日にミシガン州アナーバーで、トーマス・M・クーリーとメアリー・エリザベス・ホールトン夫妻の6人兄弟の4番目として誕生した。1887年にミシガン大学を卒業した後、1年間を同大学で機械工学研修生として過ごした。しかし、1888年に教師の勧めにより政治経済学と社会学の道に戻り、1892年には経済学の教員となる。1894年には社会学の教鞭も取り始め、1899年に助教授、1904年に準教授、1907年には教授に昇進した。1918年にはアメリカ社会学会の会長に選出され、その生涯のほとんどをアナーバーで過ごしながらアメリカ社会学史に大きな足跡を残した。彼はエルシー・ジョーンズと1890年に結婚している。クーリーは1929年5月7日に64歳で死去した。

## 主要な理論と貢献
クーリーの社会学における業績は多岐にわたるが、中でも以下の概念が特に重要である。
- 鏡に映った自我（Looking-Glass Self） クーリーの最も著名な理論であり、現代の社会心理学においても不可欠な概念である。「鏡に映った自我」とは、個人が他者からの反応を通じて自己のイメージを形成するという考え方である。クーリーによれば、自我の形成には以下の3つの要素が不可欠である。
  1. 他者に自分がどう映るかという想像
  2. 他者に自分の行動がどう映るかという想像
  3. それに対する自分の矜持や屈辱感といった意識 この概念は、自己が単独で存在するのではなく、他者との相互作用の中で社会的に構築されることを示唆している。
- 第一次集団（Primary Group） 家族、遊び仲間、近隣社会といった、親密で対面的な相互作用が特徴の小集団を指す。クーリーは、これらの第一次集団が個人の人間性や社会性を形成する上で最も重要な役割を果たすと指摘した。
- 研究方法論 クーリーは経験論的観察を重視し、統計を用いる方法論を採用した。社会共同体における分配の際に生じる不快感といった社会現象を分析する手法でも知られる。時に自身の子供たちを観察対象とすることもあった。

## 主な著作
クーリーは複数の重要な著作を著しており、彼の社会学的思想の基盤を形成している。
- 『人間性と社会秩序』（Human Nature and the Social Order, 1902年）
- 『社会組織論』（Social Organization, 1909年）
- 『社会過程論』（Social Process, 1918年）

これらの著作を通じて、クーリーは個人と社会の関係性、そしてコミュニケーションが人間関係を形成し発展させるメカニズムについて深く考察した。彼の思想は、その後の社会学、特にシンボリック相互作用論や社会心理学に多大な影響を与えている。